# ナーシルッディーン・マフムード・シャー (奴隷王朝)
ナーシルッディーン・マフムード・シャー（Nasir ud din Mahmud Shah, ? - 1266年2月18日）は、北インドのデリー・スルターン朝、奴隷王朝の第8代君主（在位：1246年 - 1266年）。父は第3代君主のシャムスッディーン・イルトゥトゥミシュ。

## 生涯
1246年6月、ナーシルッディーン・マフムード・シャーは甥アラー・ウッディーン・マスウード・シャーの廃位後、トルコ系貴族でチェハルガーニーの一人バルバンらによって擁立され、同月12日に即位した。彼が推戴された理由としては、バフラーイチにおける善政によるものだ、と後世の歴史家フィリシュタは語っている。
バルバンはマフムード・シャーの父イルトゥトゥミシュの没後に頭角を現した人物であるが、野心家であった彼は摂政（ナーイブ）として、政権内の組織を着々と手中に収めるとともに、自身の立場を固めていった。また、1249年にマフムード・シャーはバルバンの娘と結婚し、その治世はバルバンの影響力がさらに増すところとなった。彼はバルバンに「ウルグ・ハーン・アーザム」の称号を与えるとともに、国軍の指揮官にも任命した。
とはいえ、1253年にマフムード・シャーはバルバンに匹敵する強力なインド人貴族イマードゥッディーン・ライハーンの助力を得て、バルバンを宮廷から排除し、デリーから彼のナーガウルのイクターに追いやった。トルコ人に変えて非トルコ系の人材に行政を委ねる形となった。
だが、1254年になり、トルコ系士官らが反乱を起こしてデリーを包囲すると、バルバンは自身のイクターからデリーに戻った。彼は政権復帰の交渉を行って復帰し、ライハーンは自身のバダーユーンのイクターに追いやられた。翌1255年、ライハーンは殺害された。
そのうえ、バルバンはマフムード・シャーに対し、王族を象徴する白い日傘（チャトル）といった王の所持品を渡すよう命じた。
そのため、バルバンは貴族の一人にすぎないながらも全権を掌握し、マフムード・シャーを傀儡（ノムナ）として国政を牛耳った。
マフムード・シャーは何も成せないまま、1266年にデリーで崩御した。バルバンによって毒殺されたのだという。嗣子がなかったため、姻戚関係にあった摂政であるバルバンが王位を継承した。